# التعذيب في مصر
يُستخدم التعذيب في مصر من قبل قوات الأمن والشرطة والأمن الوطني ضد المعتقلين والمعتقلين السياسيين بشكل روتيني ومنهجي وواسع النطاق، باستخدام الضرب والصعق بالكهرباء وحتى الاغتصاب أحيانا، حتى وصفته منظمة هيومن رايتس ووتش بأنه «قد يرقى إلى جريمة ضد الإنسانية» ويتمتع بغطاء من رأس الدولة.
كانت الحكومة المصرية قد أقرت بوجود حالات تعذيب «فردية» في السنوات القليلة الماضية وتمت محاكمة بعض من رجال الشرطة والأمن بتهم ارتكاب جرائم قتل في حق معتقلين أثناء فترة الاستنطاق، منها إدانة شرطي ضرب بيطري حتى الموت أثناء فترة الاعتقال بأحد السجون في الإسماعيلية في فبراير 2017 وحكماً غيابيا بالسجن مدى الحياة في حق رجلي أمن لقتلهما شخصا أثناء فترة الاعتقال في طنطا في 2015. كما حكم على ضابطين من جهاز المخابرات بالسجن خمس سنوات لضربهما حتى الموت محاميا كان قيد الاعتقال بأحد مخافر الشرطة في القاهرة.
تشير منظمة العفو الدولية أن المعتقلون السياسيون يُحتجزون رهن الحبس الانفرادي المطوَّل وإلى أجل غير مُسمَّى في مصر، وفي بعض الحالات استمر هذا الحبس عدة سنوات، وهو الأمر الذي يُعد في حد ذاته بمثابة نوع من التعذيب. ويحشر السجناء في زنازينهم جُل اليوم على مدى أسابيع، ويُحرمون من أي اتصال إنساني، ويُجبرون على البقاء في ظروف مروِّعة في الزنازين بحسب تقارير المنظمة.

## التعذيب في جهاز مباحث أمن الدولة
ذكر العديد من المعتقلين السابقين من قبل جهاز أمن الدولة حدوث تجاوزات شديدة بحقهم، من إهانات وضرب، تعذيب باستخدام الكهرباء والصعق في جميع أنحاء الجسد وخصوصا المناطق الحساسة، الضغط على المعتقلين ليعترفوا بأشياء لم يرتكبوها. أكدت هذه الأخبار أن التعذيب يستخدم بشكل أساسي وعلى نطاق واسع كل المعتقلين الخارجين من السجون ومن تحقيقات أمن الدولة مما يجعل من الصعب تكذيبها نظرا للسمعة السيئة التي يتمتع بها الجهاز في مصر وباقي أجهزة الشرطة المصرية المشهورة بتعذيب وإهانة المواطنين.
وقد ألف المعتقل السياسي السابق أحمد رائف كتاب سماه البوابة السوداء يذكر فيه كيف كان يعذب هو ومن اعتقل معه من نشطاء الإخوان المسلمين وذكر عدة أساليب وصفها بالوحشية تستخدم لتعذيب السجناء وذكر كيف كان يقتل السجناء ويدفنوا في صحراء مدينة نصر إبان حكم عبد الناصر ويكتب بجانب اسمه في الدفاتر هارب.
اتهمت حركة حماس جهاز أمن الدولة بقتل يوسف أبو زهري شقيق القيادي في حركة حماس سامي أبو زهري، وقالت أنه مات نتيجة للتعذيب الشديد وأصدر عائلة أبو زهري قالت فيه: «تعرض للتعذيب على أيدي جهاز أمن الدولة في مقره بمدينة نصر باستخدام الكهرباء والشبح وكل أشكال الضرب والتعذيب، وهو ما أدى إلى فقدانه لبصره بشكل شبه كامل حيث كان لا يرى إلا بصعوبة بعد انتهاء التحقيق» وقالت انه اعتقل بدون أسباب وكان كل التحقيقات معه تدور حول أخيه سامي، ونشرت عائلته صور لجثة أبو زهري تدل على وجود أثار تعذيب على جسده وقالت العائلة أنها ستقاضي الأمن المصري قضائيا في مصر والمحاكم الدولية، بينما قال الأمن المصري أن وفاة أبو زهري كانت نتيجة لمرضه الشديد
ذكر أبو عمر المصري في مذكراتة أنه تعرض للتعذيب داخل مقر امن الدولة بمدينة نصر مقال في أصوات عالمية عن مقر مباحث امن الدولة
مكث أبو عمر لشهور داخل زنزانته التي كما وصفها:
لا تتعدي مساحتها 2م طول × 1.25 م عرض، ليس بها فتحات تهوية إطلاقاً باستثناء شفاط هواء، يعمل ليلاً ونهاراً، وصوت موتور الشفاط أشد من صوت موتور الدبابة للجالس داخلها، والزنزانة تحت الأرض.
ومن أشكال التعذيب التي تعرض لها أبو عمر على يد أعضاء من جهاز امن الدولة كما جاءت في مذكراتة:
- أ – التعليق كالذبيحة، الرأس لأسفل والقدمين لأعلى معلقتان في حبل، ويبدأ الصعق بالعصى الكهربائية في كل جسدي وبخاصة أعضائي التناسلية (الذكر – الخصيتين – الثديين)، أو بربط سلك في جسدي يتم توصيله بجهاز كهربائي وصعق الجسد، والضرب بالعصي وأسلاك الكهرباء.
- ب – عصر الخصيتين باليد بشدة، وقرص الثديين كذلك.
- ج – كل أشكال الصلب، فرد الذراع الأيمن وربطه في باب حديدي كبير (مشبك) أو على تصميم خشبي يُعرف (بالعروسة)، وكذلك الحال مع الذراع الأيسر، وربط القدمين مع فتحهما بشدة وإبعادهما عن بعضهما، أو ربط اليدين مقيدتين من الخلف في باب حديدي، أو ربطهما مقيدتان لأعلى، ثم الصعق بالصدمات الكهربائية والضرب بالعصي وأسلاك الكهرباء.
- د – التمدد على الأرض مقيد اليدين من الخلف، وكذلك القدمين والتعذيب والصعق بالكهرباء في كل أنحاء الجسد.
- هـ - التمدد على مرتبة مبللة بالماء ومتصلة بجهاز كهربائي، وأنا مقيد اليدين من الخلف، وكذلك القدمين، ويجلس شخص بكرسي بين كتفي، وشخص آخر بكرسي بين قدماي المقيدتين، والسبب في ذلك شدة الكهرباء التي تقفز بالإنسان إلى الأعلى أثناء التعذيب.
- و – الضرب بكف اليد اليمنى واليسرى على الوجه، وكذلك الضرب بقبضة اليدين

## وصلات خارجية
- مدونة تعذيب مدونة معروفة بتوثيق حالات التعذيب في مقار الشرطة وأمن الدولة بمصر
- قيادي فلسطيني يشكو غوانتانامو مصريا، الجزيرة نت، 8 مايو 2010